# Shiloh Rifle Manufacturing Company
Shiloh Rifle Manufacturing Company (або Shiloh Sharps Rifles) — виробник вогнепальної зброї, розташований у Біг-Тимбер, штат Монтана, США.
Компанія випускає репліки історичних гвинтівок на чорному пороху, включаючи легендарну гвинтівку Sharps 1874 року, представлену у фільмі «Quigley Down Under», з Томом Селлеком у головній ролі.
Shiloh Sharps Rifles розпочала виробництво в 1983 році. Раніше репліки гвинтівок Sharps виготовлялися компанією Shiloh Products Inc., заснованою Len Mulé з Гарфілда, штат Нью-Джерсі, у партнерстві з Wolfgang Droge, який володів компанією Drovel Tool з Фармінгдейлу, з 1976 по 1983 рр. Len Mulé відповідав за всі креслення та роботу з прототипами Моделі 1863 і заслуговує визнання, як другий засновник Sharps та другого ії відродження у наш час.

## Продукція
Компанія виробляє дві основні моделі гвинтівок, капсульну гвинтівку Sharps 1863 і Sharps 1874, яка використовує набої з чорним порохом. Обидві гвинтівки випускаються в декількох варіантах, таких як одинарний або подвійний спусковий механізм, обробка тощо. Різні довжини і форми ствола (круглі, восьмигранні, напівкруглі тощо). Гвинтівки з патронниками  під "стандартні" заводські набої гарантують безпеку при стрільбі набоями з бездимним порохом, такими як .30-40 Krag, .38-55 та .45-70.
Модель 1863 випускається у калібрах 50 та 54.

## Зовнішні посилання
- Офіційний сайт [Архівовано 8 квітня 2021 у Wayback Machine.]